# I. Orso Participazio
I. Orso Participazio (?, 9. század – Velence, 881) volt a tizennegyedik dózse Velence élén. Elődje, Pietro Tradonico bukásához közvetlenül ugyan nem volt köze, de a korábban kis híján örökletes uralmat kialakító Participazio család hathatós befolyásának hála került trónra.

## Élete
Orso a neves Participazio família negyedik tagja volt, aki a dózsék trónjára léphetett. 864-ben választotta meg a velencei nép az egyre nagyobb függetlenségre szert tevő kereskedőváros élére. A vér szinte még fel sem száradt a Szent Zakariás-templom előtt, ahol Pietro dózsét meggyilkolták, és Orso már elfoglalhatta vezető szerepét. Ennek az lehetett az oka, hogy akkoriban még egyszerű közfelkiáltással választották meg a dózsét. (Ez volt az úgynevezett fisc-ci de boca választás.)
Orso legfőbb célja az volt, hogy folytassa elődje munkáját, és megteremtse a kereskedéshez elengedhetetlen adriai biztonságot. A szláv kalózokat sikerült ismét visszaszorítani, bár Orso fellépése korántsem volt akkora horderejű, mint Pietro dózséjé.
Orso elsősorban a szaracénoktól elszenvedett korábbi vereséget akarta jóvá tenni. 867-ben szövetséget kötött II. Lajossal, Itália és Németország Karoling császárával. A szövetség alapján a császári haderő, amely főként a szárazföldön tudta kamatoztatni erejét, a velencei flottával együttműködésben megpróbálja felszabadítani a keresztény Itáliát a muszlim uralom alól. Orso mérnököket és hajóácsokat alkalmazott, hogy a velencei flottát alakítsák át úgy, hogy azok alkalmasak legyenek a fürge arab hajók legyőzésére.
A harcok egészen 874-ig húzódtak, és Velence dicsőségét és győzelmét hozták. Lajos császár seregei azonban csak ideiglenes tartó sikereket tudtak kieszközölni. Orso szövetségében fogadta, hogy a velenceiek utolsó vérükig harcolni fognak Bari, Calabria, Szicília és a Tirrén-tenger medencéjének felszabadításáért. Bari városának ostroma nem járt sikerrel, de a velenceiek számára igen fontos eredményeket hozott ez a csata is, hiszen az Adriai-tenger déli kapuinál hajózó szaracén flotta jelentősen meggyengült. Sikerült felszabadítani Nápoly vidékét és a déli hercegségek nagy részét is, de a siker mulandóságát mutatja, hogy ezen területek ugyan szövetséget kötöttek Lajossal és Orsóval (ez utóbbi főként kereskedelmi szerződéseket kötött a felszabadított területekkel), mégis gyakran visszapártoltak a szaracén kereskedőkhöz. Ezzel Velence félsikert könyvelhetett el magának.
Orso végül a velencei dózsék történetében ritkaságszámba menő módon természetes halállal vált meg rangjától 881-ben.